# Naarda xanthonephra
Naarda xanthonephra är en fjärilsart som beskrevs av Turner 1908. Naarda xanthonephra ingår i släktet Naarda och familjen nattflyn. Inga underarter finns listade i Catalogue of Life.

## Bildgalleri

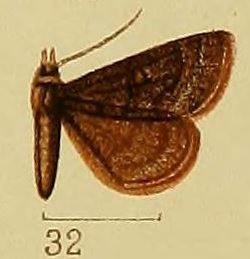